# 捷克斯洛伐克軍團起義
捷克斯洛伐克軍團起義（俄语：Восстание Чехословацкого корпуса）是捷克斯洛伐克軍團在俄國內戰時期發動的反對布爾什維克當局的武裝起義，開始於1918年5月，1920年軍團自西伯利亞撤退到歐洲後仍繼續堅持。此次起義發生在西伯利亞大鐵路沿線的伏爾加河流域、烏拉爾地區及西伯利亞地區，作為《布列斯特-立陶夫斯克條約》的後果，是對布爾什維克發起的威脅的反應。 軍團對布爾什維克取得勝利的一個重大次要結果是，促進了西伯利亞的反布爾什維克活動，特別是憲法制定議會議員委員會的反布爾什維克活動，並極大地推動了反布爾什維克或白軍勢力，或許使俄國內戰得以拖延。